# Baniva
Los Baniva o Baniwa son un pueblo indígena que habita en la cuenca del río Isana, en las fronteras entre Brasil, Venezuela y Colombia. Hablan una lengua de la familia lingüística arawak, estrechamente relacionada con el idioma kurripako.
Las dos actividades básicas de subsistencia de los Baniva son la agricultura y la pesca. También cazan y recolectan productos silvestres en la selva. Sus actividades comerciales incluyen la artesanía, fabrican cestos de fibras de guarumo y de palmeras, ralladores para mandioca hechos de madera y cuarzo, hamacas, redes y coronas de plumas.
Se subdividen en fratrias exógamas y estas en sibs.

## Lengua
Los nativos hablan la lengua baniva, baníwa o banibo, proveniente de la familia lingüística Arahuaco del Sur de Venezuela. Actualmente es un idioma en peligro de extinción puesto que sólo una tercera parte de sus individuos la hablan.

## Creencias religiosas
La vida religiosa del indio Baniva gira alrededor de la mitología ancestral y los rituales asociados a los ciclos estacionales y a las cosechas. Las figuras centrales son los chamanes, rezanderos y dueños del canto; y las manifestaciones incluyen rituales con música de flautas y trompetas sagradas y danzas llamadas Pudali.
Los mitos de la creación están relacionados con otras etnias arawacas de la región, que aceptan a varios dioses hermanos como los formadores del mundo. La deidad principal es llamada Nhiãperikuli, que significa “Él dentro del hueso” y es considerado como el responsable por la forma y esencia del mundo, mientras que su hijo Kuwai, fue quien dio vida a todas las especies animales e hizo que el mundo en miniatura y caótico de Nhiãperikuli obtuviera el tamaño real.
El mundo Baniwa está formado por varios espacios: debajo de la tierra, el lugar de los muertos, luego la superficie en el que se desenvuelven; más arriba está el mundo de los espíritus divinos a quienes acuden los Chamanes para pedir favores y finalmente el lugar del creador, Nhiãperikuli.
Para los Baniwa, Los primeros dos mundos, la superficie de la tierra y debajo de ella está plagada de enfermedades y desgracias mientras que el mundo de los espíritus y el creador es un lugar hermoso sin enfermedad ni maldad. De acuerdo a esto, los líderes religiosos son los responsables de bendecir su mundo con los rituales de iniciación y para las buenas cosechas, mantener controlada la maldad y librarlo de los encantamientos que las personas hacen para traer la muerte y el sufrimiento.

## Costumbres y tradiciones
Los rituales de iniciación tienen gran importancia en la cultura Baniva. Mediante esta práctica, enseñada por el Dios Kuwai a sus antepasados y transmitidos a través de generación en generación, los nativos enseñan a los niños de 10 a 13 años los conocimientos sobre la naturaleza.
Los rituales de iniciación tienen gran importancia en la cultura baniva. Esta práctica, enseñada por el dios Kuwai a sus antepasados y transmitida de generación en generación, permite a los adultos instruir a los niños de entre 10 y 13 años en los conocimientos sobre la naturaleza.
A los varones se les presentan las flautas y trompetas sagradas, explicándoles su significado y las prohibiciones asociadas, como la de hablar sobre ellas. Son aislados durante dos semanas, durante las cuales se alimentan únicamente de frutas del bosque, aprenden las historias sagradas y elaboran diversos tipos de cestas.
El proceso culmina con un ritual llamado la “reza de la pimienta” o Kalidzamai, en el que se tocan los instrumentos sagrados, se canta durante toda la noche, se bendicen la pimienta y la sal, y se les ofrece a los iniciados junto con un trozo de tortilla de harina de yuca. Al amanecer, el rezo concluye y los niños pasan, uno por uno, frente a los curanderos para recibir sus consejos, ser azotados tres veces en el pecho con un látigo y así comenzar su vida adulta.
En el caso de las niñas, el ritual es individual y se realiza con la llegada de la primera menstruación. Aunque es similar al de los niños, no se les muestran los objetos sagrados. Se les corta el cabello como a los varones, aprenden a elaborar ralladores de yuca y los instrumentos para preparar el beiju, a cuidar las plantaciones, cocinar, entre otras tareas. También reciben la pimienta bendecida y los consejos de su tía o abuela, así como del viejo curandero.
Otros rituales importantes son los Pudali en la época de la cosecha, la Piracema en la época de desove de los peces que suben por los ríos en grandes cantidades, la danza con látigos, danza de los surubíes cuando fabrican las flautas, entre otras.
Estos rituales van acompañados de abundantes frutas y caxiri (bebida a base de yuca) preparada por las mujeres, usan máscaras que simbolizan diversos espíritus y animales, tocan flautas y usan ornamentos como la pintura corporal, adornos emplumados en la cabeza, brazaletes y tobilleras
Con el ingreso de otras religiones, los misioneros han prohibido la gran mayoría de estas prácticas y comenzado a celebrar fiestas cristianas y ceremonias mensuales para escuchar las lecturas de la Biblia.

## Economía
Los baniwa son excelentes agricultores y basan su economía en esta actividad primordial. Desde sus ancestros, han utilizado los conucos como unidades de producción y el calendario ecológico para guiarse, aprovechar los recursos naturales y obtener mejores cosechas. Algunos los llaman Wakuenai.
En este sentido, las épocas del año son determinantes para la siembra y el desarrollo de las plantas. Por ejemplo, en los meses de verano talan, queman y preparan los conucos, se dedican a la caza y la pesca; comenzando el invierno siembran y durante los meses de invierno recolectan frutas silvestres.
La agricultura y la pesca son las principales actividades económicas y de subsistencia. Entre los rubros agrícolas más importantes están la yuca, el apio, el ocumo, el maíz, la caña de azúcar, el ají y la piña. Para la pesca, los Baniwa utilizan trampas, redes, carnadas, arcos, flechas, machetes, lanzas y el timbó (pesca por envenenamiento). 
Otra actividad que la etnia realiza y les genera ingresos económicos es la elaboración de cestas de fibra de palma en variedad de tamaños y diseños, redes, ralladores de yuca hechos de madera y puntas de cuarzo, los cuales son distribuidos en toda la región a través de intercambios con otras etnias o comerciantes criollos.

## Alimentación
El casabe (Galleta de yuca) y el mañoco (bebida a base de harina de yuca) son los principales productos que la etnia Baniwa utiliza en su dieta diaria, complementándola con los demás rubros que cultiva, la carne que obtienen de la pesca y la caza y los frutos e insectos de la selva que recogen en épocas de invierno.